# Polyrhachis jacobsoni
Polyrhachis jacobsoni é uma espécie de formiga do gênero Polyrhachis, pertencente à subfamília Formicinae.